# Stay on These Roads
Albums de a-ha
Scoundrel Days
(1986) East of the Sun, West of the Moon
(1990)
Stay on These Roads est le troisième album du groupe de pop norvégien a-ha, sorti en 1988.
L'album se vendra à plus de 750 000 exemplaires en France et  sera classé numero 3 du top50 en 1988. L'album sera certifié double platine.
Le 13 octobre 2015, le groupe ressort  l'album en Édition Deluxe (2 CD) contenant des versions démo, remixes.

## Titres
| No  | Titre                         | Auteur                                        | Durée |
| --- | ----------------------------- | --------------------------------------------- | ----- |
| 1.  | Stay on These Roads           | Magne Furuholmen, Morten Harket, Pål Waaktaar | 4:45  |
| 2.  | The Blood That Moves the Body | Pål Waaktaar                                  | 4:06  |
| 3.  | Touchy!                       | Furuholmen, Harket, Pål Waaktaar              | 4:34  |
| 4.  | This Alone Is Love            | Furuholmen, Pål Waaktaar                      | 5:15  |
| 5.  | Hurry Home                    | Furuholmen, Pål Waaktaar                      | 4:37  |
| 6.  | The Living Daylights          | John Barry, Pål Waaktaar                      | 4:47  |
| 7.  | There's Never a Forever Thing | Pål Waaktaar                                  | 2:53  |
| 8.  | Out of Blue Comes Green       | Pål Waaktaar                                  | 6:42  |
| 9.  | You Are the One               | Furuholmen, Pål Waaktaar                      | 3:51  |
| 10. | You'll End Up Crying          | Pål Waaktaar                                  | 2:06  |

## Personnel
- Morten Harket : Chant
- Magne Furuholmen : Claviers, programmation de la basse et de la batterie, chœurs
- Paul Waaktaar-Savoy : Guitares, cordes, chœurs